# Cyrtandra pulgarensis
Cyrtandra pulgarensis är en tvåhjärtbladig växtart som beskrevs av H.J. Atkins och Cronk. Cyrtandra pulgarensis ingår i släktet Cyrtandra och familjen Gesneriaceae. Inga underarter finns listade i Catalogue of Life.